# Oltre i binari
Oltre i binari (The Other Side of the Tracks) è un film del 2008 scritto e diretto da Alejandro Daniel Calvo.

## Trama
Un tragico incidente ferroviario stronca la giovane vita di Emily, l'adorata fidanzata di Josh. A partire da quel momento il ragazzo cade in una cupa depressione dalla quale non riesce ad uscire nei dieci anni successivi, tormentato da incubi e allucinazioni senza speranze per il suo futuro.
In suo soccorso rientra in città il suo vecchio amico Rusty che cerca di spronarlo a ricominciare a vivere. Un avvenimento banale, ma allo stesso tempo misterioso turba ulteriormente il già precario equilibrio: nella pizzeria in cui lavora Josh viene assunta una nuova cameriera, Amelia, che assomiglia in modo impressionante ad Emily. Questo fatto, assieme ad alcuni eventi poco razionali, portano Josh ad un bivio, ad una scelta dolorosa tra l'amico ritrovato e un amore che sembra essere ritornato dall'aldilà.